# بیگو
بیگو (به اسپانیایی: Vigo) یک شهرستان و شهر در اسپانیا است که در استان پنتبدرا واقع شده‌است.

## خصوصیات
بیگو ۱۰۹٫۱ کیلومترمربع مساحت و ۲۹۶٬۴۷۹ نفر جمعیت دارد و ۰ متر بالاتر از سطح دریا واقع شده‌است.